# 경상남도양산교육지원청
경상남도양산교육지원청(慶尙南道梁山敎育支援廳, Yangsan Office of Education)은 경상남도 양산시를 관할하는 경상남도교육청 산하 교육지원청이다.
교육장은 장학관으로 보한다.

## 산하 기관

### 초등학교
| - 가남초등학교 - 대운초등학교 - 덕계초등학교 - 동산초등학교 - 물금초등학교 - 백동초등학교 - 범어초등학교 | - 북정초등학교 - 삼성초등학교 - 삽량초등학교 - 상북초등학교 - 서남초등학교 - 서창초등학교 - 석산초등학교 | - 성산초등학교 - 소토초등학교 - 신기초등학교 - 신명초등학교 - 신양초등학교 - 신주초등학교 - 양산초등학교 | - 양주초등학교 - 어곡초등학교 - 영천초등학교 - 오봉초등학교 - 용연초등학교 - 웅상초등학교 - 원동초등학교 | - - 이천분교 - 좌삼초등학교 - 중부초등학교 - 증산초등학교 - 천성초등학교 - 평산초등학교 - 하북초등학교 | - 화제초등학교 - 황산초등학교 |

### 중학교
| - 개운중학교 - 물금동아중학교 - 범어중학교 - 보광중학교 | - 삼성중학교 - 서창중학교 - 신주중학교 - 양산여자중학교 | - 양산중앙중학교 - 양산중학교 - 양주중학교 - 웅상여자중학교 | - 웅상중학교 - 원동중학교 |

### 특수학교
- 양산희망학교